# Budapesti Intermodális Logisztikai Központ
A Budapesti Intermodális Logisztikai Központ (rövidítve BILK) a közép-európai régió legnagyobb logisztikai központja, Budapest XXIII. kerületében, Soroksáron helyezkedik el. Szorosan kapcsolódik hozzá a MÁV Soroksár-Terminál vasútállomása.

## A központ alapítása
A Budapesti Intermodális Logisztikai Központ (BILK) komplex programját – a kombinált áruszállítás részarányának növelését és a vasúti áruszállítás részarányának megtartását célzó állami közlekedéspolitika részeként – a magyar állam 1993-ban hagyta jóvá. 2001. december 19-én a központ létrehozásában érdekelt partnerek aláírták a BILK Kombiterminál Zrt. és a BILK Logisztikai Zrt. alapító okiratát.
A BILK Kombiterminál Zrt. alapító tulajdonosai között a magyarországi közúti és vasúti áruszállítás meghatározó szereplői találhatóak meg.

## A BILK létrehozásának célja
A zöldmezős beruházásként felépülő logisztikai központ építési munkálatai 2002-ben kezdődtek meg az eredeti koncepció alapján. Soroksár önkormányzata 2002 szeptemberében fogadta el a Budapesti Intermodális Logisztikai Központ szabályozási tervét, majd ezt követte 2002. október 10-én az első létesítmény alapkőletétele. A BILK Kombiterminál megnyitása 2003. november 17-én, míg üzemszerű működésének kezdete 2003. november 22-én volt, neve később Rail Cargo Terminal - BILK Zrt-re változott.
A Rail Cargo Terminal - BILK Zrt. üzembe helyezésével Kelet-Közép-Európa egyik legnagyobb kapacitású és legkorszerűbb terminálja került átadásra, mely felváltotta a MÁV Rt. központi konténertermináljának, Józsefvárosi pályaudvar RoLa termináljának és Budafok-Háros vasútállomásnak a feladatait. A Rail Cargo Terminal - BILK Zrt. létesítése egyúttal környezetvédelmi szempontból is jelentős projektnek számított, hiszen az előbb említett terminálokat felváltva a közúti és a vasúti forgalom meghatározó részét vonta el a város belsőbb régiójából, mentesítve azt a többlet járműforgalomból adódó környezeti terheléstől és károktól. Ezen kívül a terminálon korszerű kármentesítő vágány, és csapadékvíz elvezető rendszer került kiépítésre. A közelben élő lakosság nyugalmát biztosító zajvédő fal a Budapest–Kelebia-vasútvonal rekonstrukciójával párhuzamosan került teljesen kiépítésre.

## A BILK elhelyezkedése
A BILK Budapest XXIII. kerületében található, az Ócsai út (5-ös főút), a Budapest–Kelebia-vasútvonal, és az M0-s autóút által határolt területen. A Logisztikai Szolgáltató Központ 100 hektáros területe három részre osztható fel: a terület mintegy 10%-án helyezkedik el a MÁV ZRt. tulajdonában levő Soroksár – Terminál pályaudvar, mely a Logisztikai Központ folyamatos vasúti kiszolgálását látja el.
A terület mintegy 70%-án helyezkedik el a Waberer’s Holding Zrt. többségi tulajdonában levő BILK Logisztikai Rt., mely komplex raktárlogisztikai, valamint kiegészítő és egyéb szolgáltatások széles körét nyújtja ügyfeleinek. A terület fennmaradó részén – 22,3 hektáron – helyezkedik el a Rail Cargo Terminal - BILK Zrt., mely a kombináltfuvarozás termináltól címzettig, illetve feladótól terminálig történő szakaszát (termináli szolgáltatások, vámkezelés, közúti elő- és utófuvarozás) komplex módon kezelve képes ellátni.